# 埴生駅
埴生駅（はぶえき）は、山口県山陽小野田市大字埴生字角野にある、西日本旅客鉄道（JR西日本）山陽本線の駅。

## 歴史
- 1901年（明治34年）5月27日：山陽鉄道厚狭駅 - 馬関駅（現・下関駅）間開通時に開設[2]。旅客・貨物取扱開始[2]。
- 1906年（明治39年）12月1日：山陽鉄道国有化により帝国鉄道庁の駅となる[2]。
- 1909年（明治42年）10月12日：線路名称制定。山陽本線所属となる。
- 1942年（昭和17年）7月 - 駅舎を改築[3]。
- 1959年（昭和34年）5月12日：跨線橋を設置[4]。
- 1964年（昭和39年）10月1日：埴生炭鉱閉山に伴い、貨物取扱廃止[2]。
- 1980年（昭和55年）2月：埴生駅と山陽オートレース場を結ぶ連絡橋（全長126メートル、幅3メートル）が完成。同年3月に開催された日本選手権オートレースに伴うもの[5]。
- 1982年（昭和57年）4月2日：駅舎を改築[6]。
- 1984年（昭和59年）2月1日：荷物扱い廃止[2]。
- 1987年（昭和62年）4月1日：国鉄分割民営化により、西日本旅客鉄道（JR西日本）の駅となる[2]。
- 2005年（平成17年）：窓口営業時間中の窓口閉鎖を取り止め。
- 2018年（平成30年）4月1日：無人駅化[7][8]。
- 2023年（令和5年）4月1日：ICカード「ICOCA」の利用が可能となる[9][10]。

## 駅構造
単式・島式複合型2面3線を有する地上駅。駅舎は単式1番のりば側に置かれ、島式2・3番のりばへは跨線橋で連絡している。使用停止中である2番のりばについては架線が張られておらず、線路についても下関方は下り線、新山口方は上り線と接続されているため、電車の入線は出来ない。
無人駅である。無人化される前はみどりの窓口が設置されていた。
便所は、改札内が男女共用の水洗式、改札外が男女別の汲取り式であるが後者は便器破壊により閉鎖された。

### のりば
| のりば | 路線           | 方向           | 行先             |
| ------ | -------------- | -------------- | ---------------- |
| 1      | ■山陽本線      | 下り           | 下関行き         |
| 2      | （使用停止中） | （使用停止中） | （使用停止中）   |
| 3      | ■山陽本線      | 上り           | 新山口・徳山方面 |

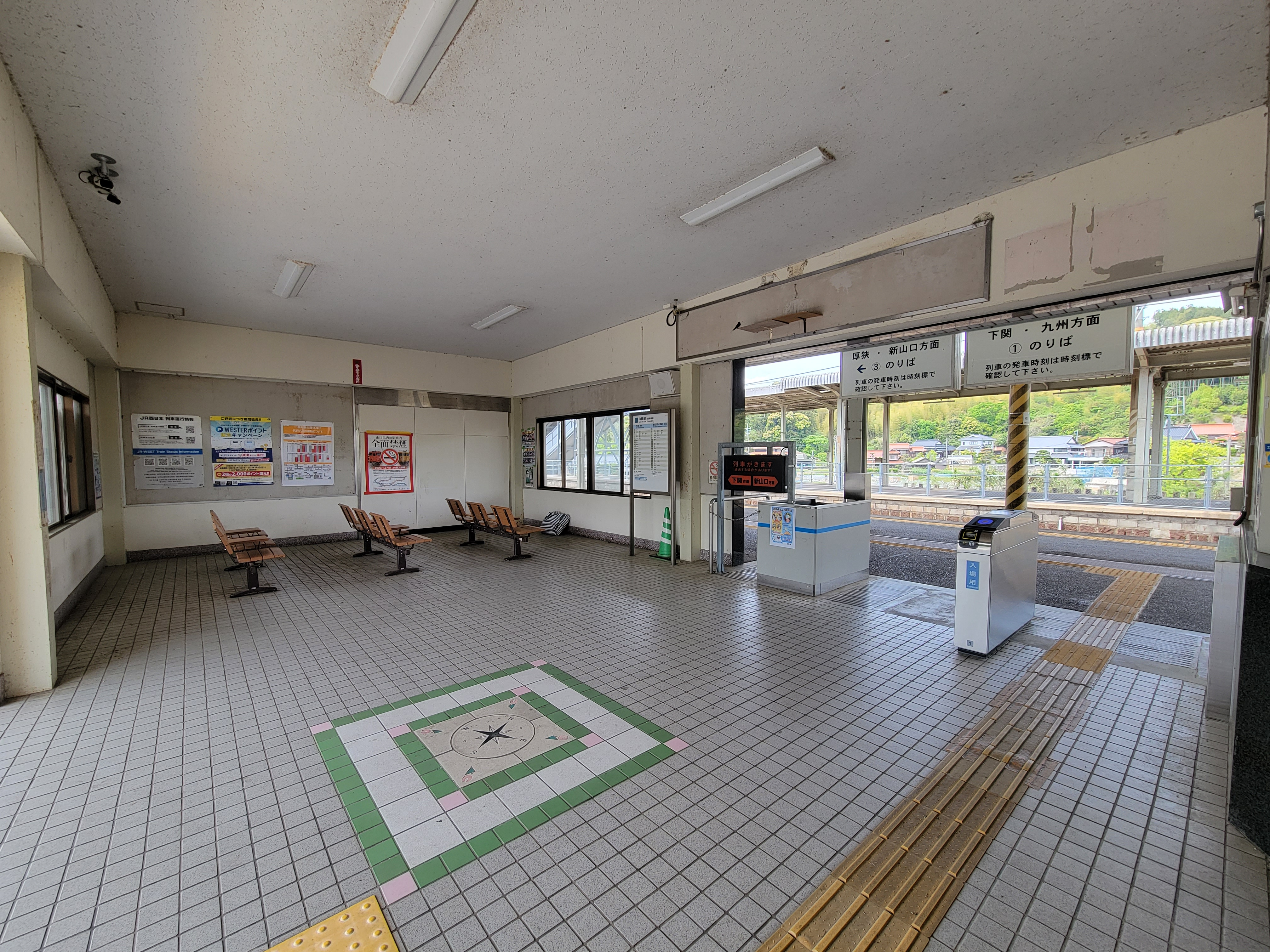
駅舎内（2023年5月）
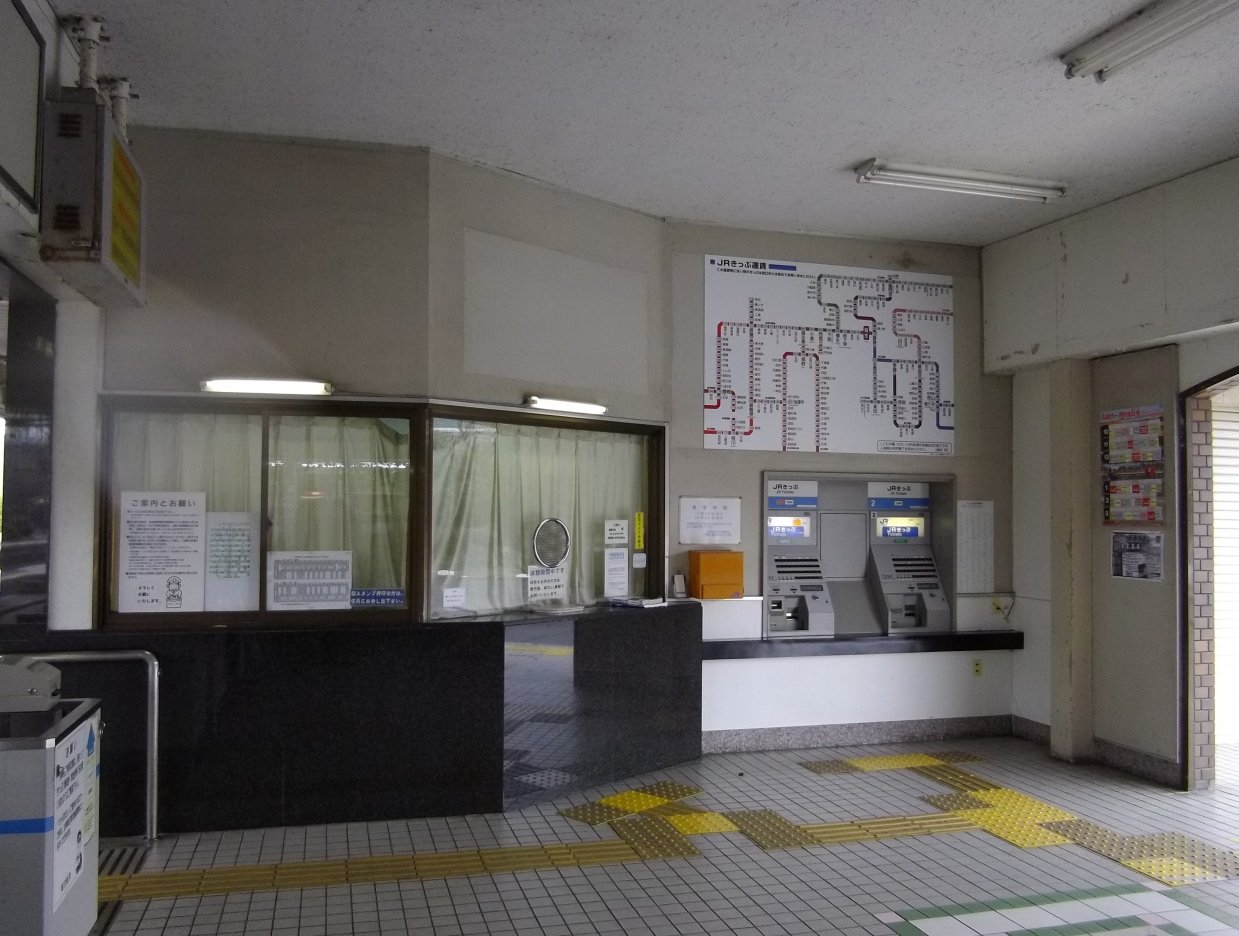
窓口と自動券売機（2011年1月）
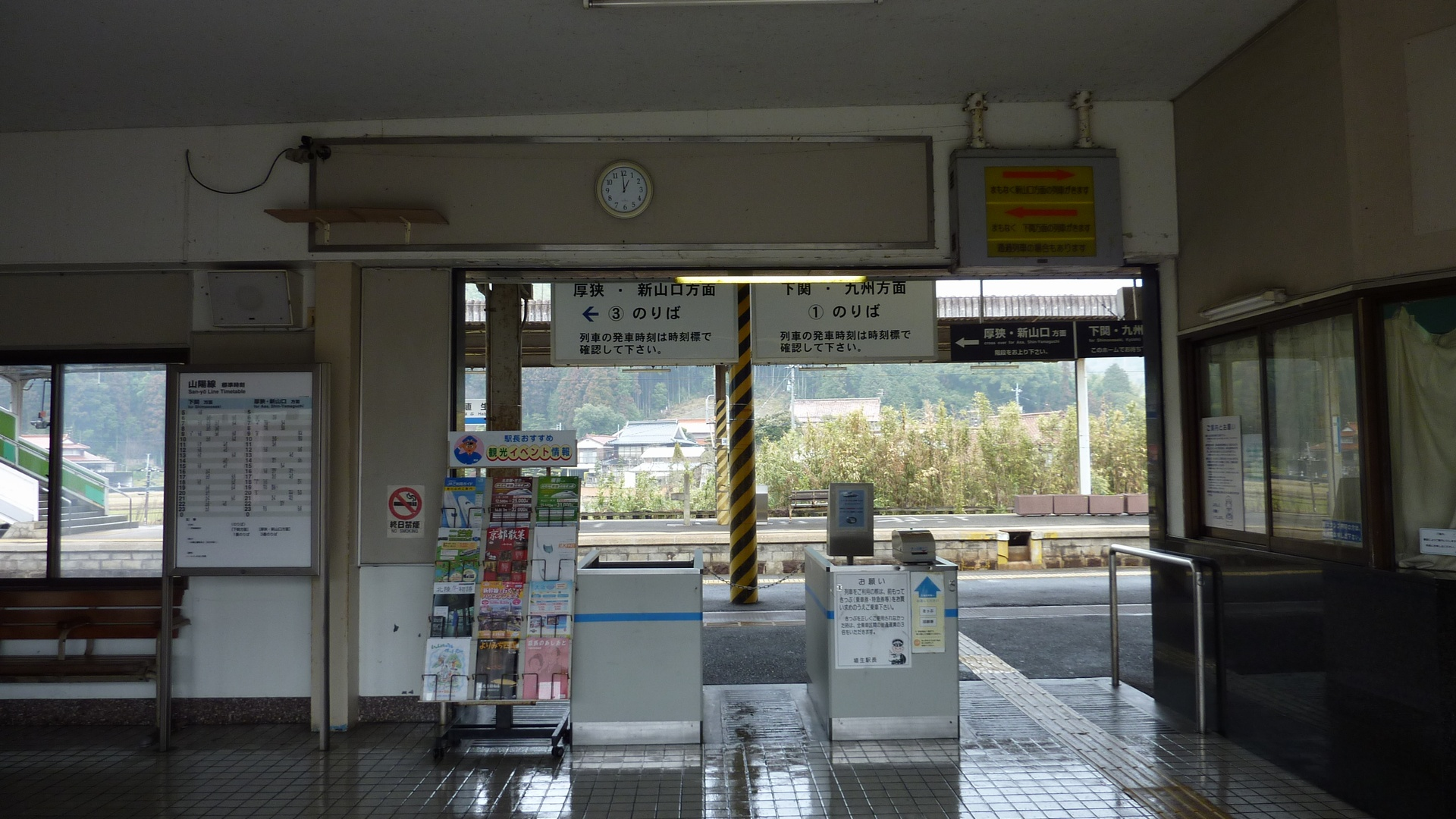
改札口（2010年2月）
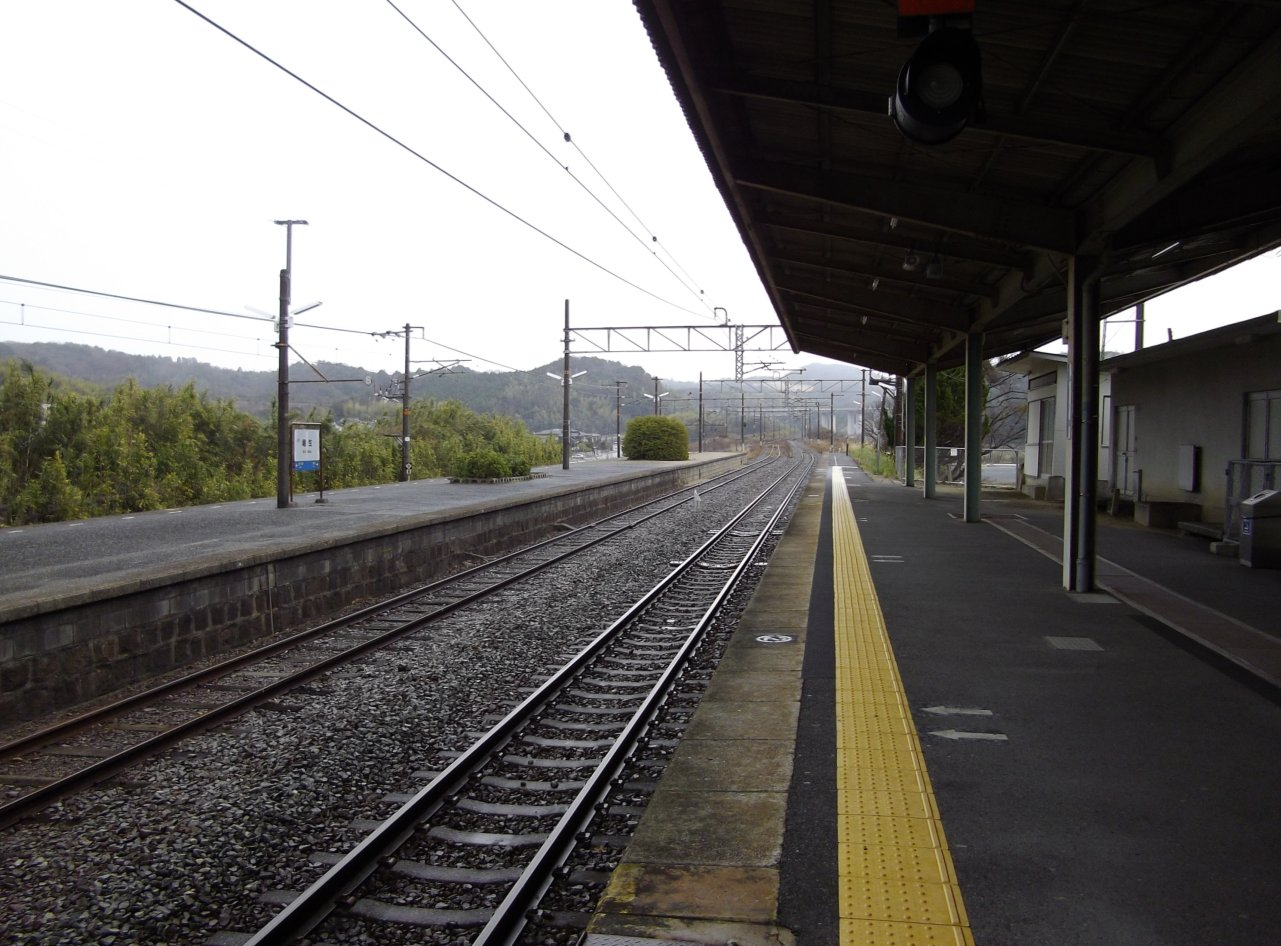
ホーム（2011年1月）

## 利用状況
1日平均乗車人員は以下の通り。
| 乗車人員推移 | 乗車人員推移 |
| 年度         | 1日平均人数  |
| ------------ | ------------ |
| 1999         | 808          |
| 2000         | 766          |
| 2001         | 709          |
| 2002         | 675          |
| 2003         | 636          |
| 2004         | 594          |
| 2005         | 560          |
| 2006         | 528          |
| 2007         | 538          |
| 2008         | 535          |
| 2009         | 516          |
| 2010         | 489          |
| 2011         | 453          |
| 2012         | 427          |
| 2013         | 413          |
| 2014         | 392          |
| 2015         | 390          |
| 2016         | 373          |
| 2017         | 373          |
| 2018         | 330          |
| 2019         | 301          |
| 2020         | 235          |
| 2021         | 234          |
| 2022         | 256          |

過去の乗降客数は以下の通り。1963年以降のカッコ内数値は1日平均である。
| 年     | 乗車人数              | 降車人数              | 貨物発送   | 貨物到着  | 特記事項                    |
| ------ | --------------------- | --------------------- | ---------- | --------- | --------------------------- |
| 1912年 | 26,594人              | 27,359人              | 337トン    | 465トン   |                             |
| 1915年 | 27,956人              | 29,336人              | 916トン    | 895トン   |                             |
| 1921年 | 71,246人              | 74,158人              | 2,285トン  | 2,659トン |                             |
| 1927年 | 94,209人              | 97,779人              | 3,419トン  | 1,517トン |                             |
| 1963年 | 417,333人 （1,140人） | 418,316人 （1,143人） | 12,752トン | 1,945トン |                             |
| 1964年 | 442,591人 （1,213人） | 441,919人 （1,211人） | 5,543トン  | 926トン   | 10月に貨物取扱廃止          |
| 1965年 | 596,961人 （1,636人） | 576,815人 （1,580人） |            |           | 4月に山陽オートレース場開場 |
| 1971年 | 528,959人 （1,445人） | 499,887人 （1,370人） |            |           |                             |
| 1975年 | 535,455人 （1,463人） | 516,265人 （1,414人） |            |           |                             |
| 1979年 | 501,091人 （1,369人） | 486,702人 （1,333人） |            |           |                             |

## 駅周辺

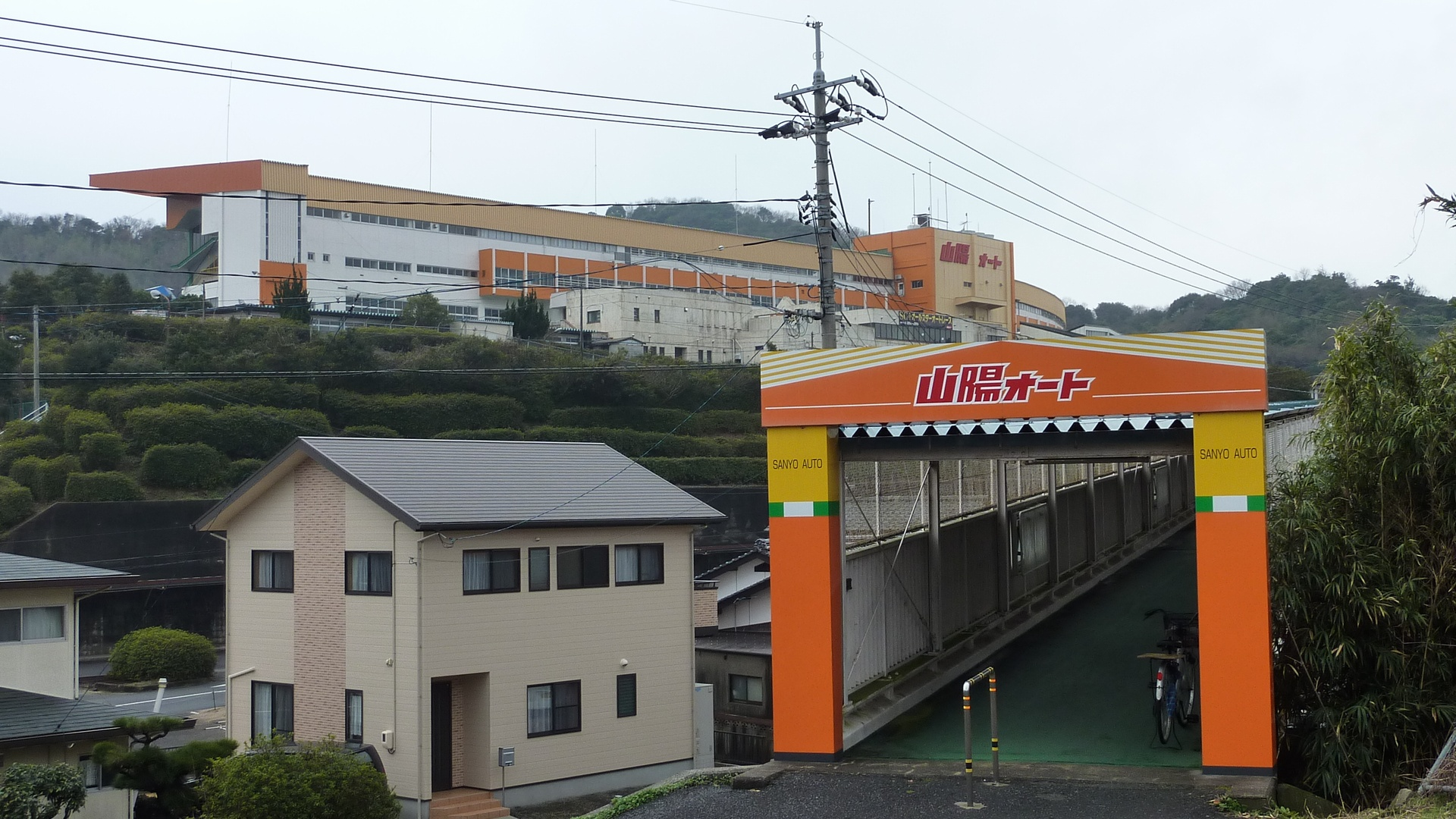
山陽オートレース場と連絡橋

山陽小野田市の西端、埴生地区北部の田園地域に位置する。埴生地区の中心は埴生漁港と国道190号に囲まれた付近にあたり、約1km離れている。中心地域・国道190号との間を山口県道229号埴生停車場線が結んでいる。
駅南の山麓を切り開いて山陽オートレース場が設けられており、駅前広場から連絡橋で接続している。
- 国道2号 厚狭・埴生バイパス
- 山陽自動車道 埴生IC

## 隣の駅
西日本旅客鉄道（JR西日本）
■山陽本線
厚狭駅 - 埴生駅 - 小月駅